# Sam Meech
Sam Meech (n. 4 aprilie 1991, Portsmouth, Anglia, Regatul Unit) este un iahtman ce a reprezentat Noua Zeelandă, medaliat olimpic. A participat la 2 ediții ale Jocurilor Olimpice (2016, 2020) în care a câștigat o medalie de bronz.